# Anastasiopolis (stolica tytularna)
Anastasiopolis (łac. Diœcesis Anastasiopolitanus) – stolica historycznej diecezji w Cesarstwie Rzymskim (prowincja Rodopy), współcześnie w Grecji. Od XVIII wieku katolickie biskupstwo tytularne, od 1970 nie posiada biskupa.

## Biskupi tytularni
| Lp. | Biskup                                | Od                | Do               |
| --- | ------------------------------------- | ----------------- | ---------------- |
| 1   | Antonio Baistrocchi OCarm.            | 12 maja 1708      | 15 maja 1726     |
| 2   | Francesco Maria d’Este                | 2 kwietnia 1781   | 26 września 1785 |
| 3   | Giuseppe Graziosi                     | 24 września 1792  | 1811             |
| 4   | Tadeusz Kundzicz                      | 10 lipca 1815     | 15 stycznia 1829 |
| 5   | Angelo-Andrea Zottoli                 | 17 września 1838  | brak danych      |
| 6   | Francesco Saverio Maria Apuzzo        | 19 stycznia 1854  | 23 marca 1855    |
| 7   | Juan Francisco Escalante y Moreno     | 23 marca 1855     | 2 kwietnia 1872  |
| 8   | Pierre-Ferdinand Vitte SM             | 4 kwietnia 1873   | 9 grudnia 1883   |
| 9   | Karl Schwarz                          | 27 marca 1884     | 1891             |
| 10  | Johannes Von Euch                     | 15 marca 1892     | 17 marca 1922    |
| 11  | Teodorico de Angelis                  | 7 sierpnia 1951   | 5 maja 1957      |
| 12  | Roberto Bernardino Berríos Gaínza OFM | 23 listopada 1957 | 20 grudnia 1970  |